# Îles du Prince-de-Monaco
Les Îles du Prince-de-Monaco mala su skupina od 16 otoka i otočića koji pripadaju Francuskoj, a nalaze se u blizini Grande Terrea, glavnog otoka otočja Kerguelen.
Nalaze se u zaljevu Audierne oko 500 metara od rtaBourbonnais. Dva glavna otoka skupine odvojena su 25 metara širokim tjesnacem, a na južnom otoku, l'Île Sud du Prince-de-Monaco, neimenovano brdo doseže visinu od 99 metara iznad razine mora.
Njihovo ime odabrao je Raymond Rallier du Baty 1908./1909. u čast Alberta I., princa od Monaka.